# Conus penchaszadehi
Espèce
Statut de conservation UICN

 LC  : Préoccupation mineure
Conus penchaszadehi est une espèce de mollusques gastéropodes marins de la famille des Conidae.
Comme toutes les espèces du genre Conus, ces escargots sont prédateurs et venimeux. Ils sont capables de « piquer » les humains et doivent donc être manipulés avec précaution, voire pas du tout.

## Distribution
Cette espèce est présente dans la mer des Caraïbes au large de la Colombie et du Venezuela.

### Niveau de risque d’extinction de l’espèce
Selon l'analyse de l'UICN réalisée en 2011 pour la définition du niveau de risque d'extinction, cette espèce se trouve du Golfo de Morrosquillo sur la côte caraïbe de la Colombie au Golfo Triste au Venezuela. Conus penchaszadehi ne présente aucune menace connue. Cette espèce est classée comme étant de préoccupation mineure.

## Taxonomie

### Publication originale
L'espèce Conus penchaszadehi a été décrite pour la première fois en 1986 par le malacologiste américain Edward James Petuch (d),.

### Synonymes
- Conasprelloides penchaszadehi (Petuch, 1986) · non accepté
- Conus (Dauciconus) penchaszadehi Petuch, 1986 · appellation alternative